# بوينغ إكس بي-39 سوبرفورترس
بوينغ إكس بي-39 سوبرفورترس (بالإنجليزية: Boeing XB-39 Superfortress)‏ هي قاذفة قنابل بأربع محركات أنتجت في الولايات المتحدة. من صناعة بوينغ. كان أول طيران لها في 1944.